# 克利夫兰国家森林
克利夫兰国家森林（英語：Cleveland National Forest）是一座美国国家森林，占地460,000英畝（1,900平方），大部分植被是浓密常绿阔叶灌丛，也有少许河岸林，林区内多为地中海气候。它是加利福尼亚州最靠南的国家森林，由美国农业部下属的国家森林局掌管。林地分成德斯康索岭（Descanso）、帕洛马岭（Palomar）和特拉布科岭（Trabuco）三个区域。